# Gustav Adolf Seiler (Philologe)

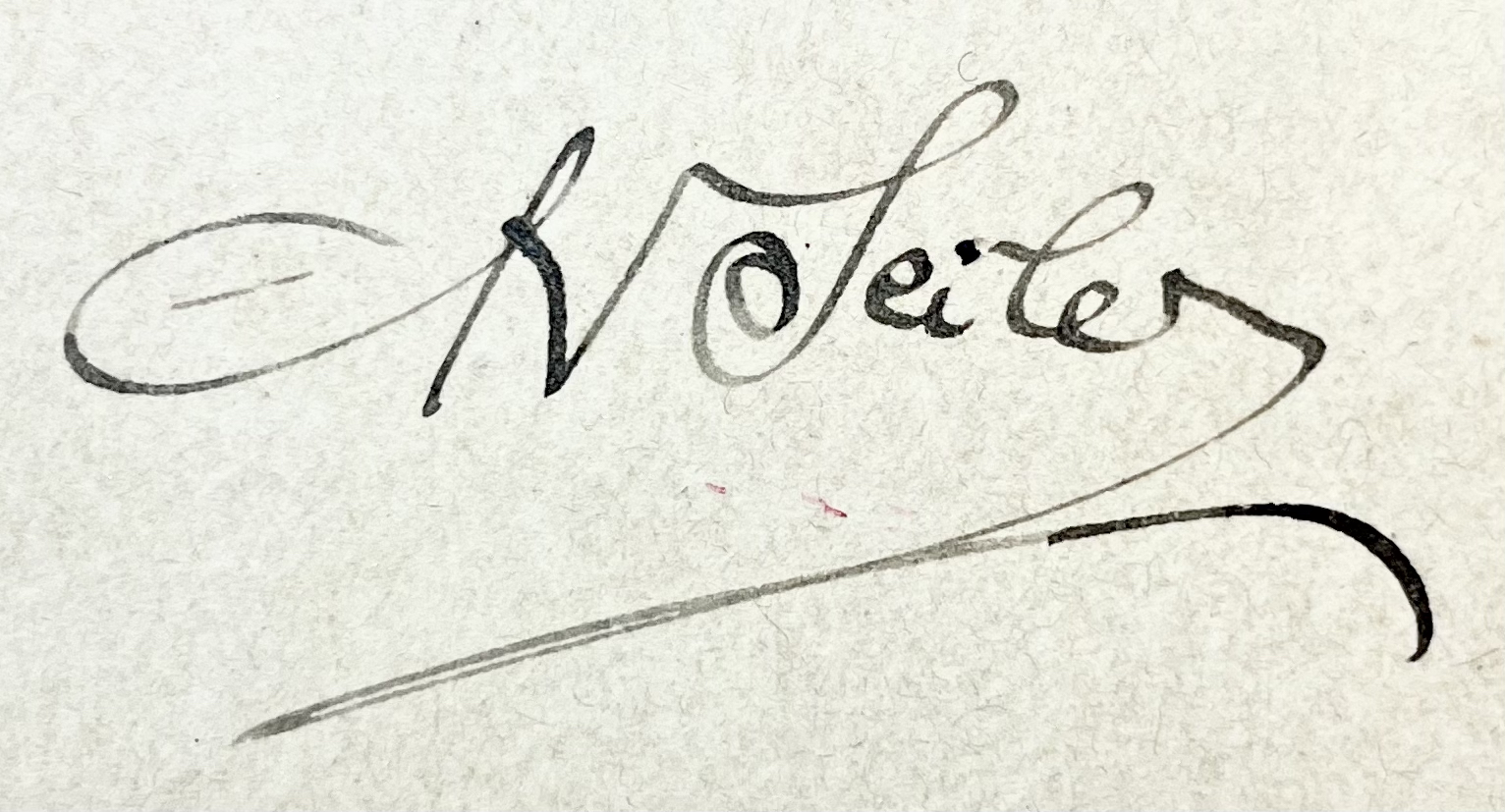
Gustav Adolf Seilers Unterschrift auf einer Postkarte vom 28. November 1912

Gustav Adolf Seiler (* 20. September 1848 in Binningen; † 30. April 1936 in Basel; heimatberechtigt in Frenkendorf) war ein Schweizer Bezirks-, Sekundar- und Kantonsschullehrer sowie Philologe. Von bleibender Bedeutung ist sein 1879 erschienenes Wörterbuch der Mundart von Basel-Stadt und Basel-Landschaft.

## Leben
Seiler besuchte die Primarschule in Binningen und das Gymnasium sowie das damalige Pädagogium in Basel. Er studierte anschliessend an den Universitäten Basel (hier unter anderem bei Moritz Heyne), Heidelberg und Genf Sprachen und Geschichte und absolvierte in Karlsruhe einen Turnkurs.
Beruflich war Seiler Lehrer für Deutsch, alte Sprachen und Turnen. 1871–1875 arbeitete er an der Bezirksschule Liestal, in welche Zeit die Heirat mit der Liestalerin Sarah Müller fiel. Weil «Baselland in geistiger Beziehung so ziemlich todt» war, wechselte er 1875 an die Kantonsschule in Frauenfeld, wo er bis 1877 unterrichtete. Im Thurgau kam sein gleichnamiger Sohn Gustav Adolf Seiler, späterer Jurist, Nationalrat und Regierungsrat, zur Welt. 1877 wurde Seiler an die Mädchensekundarschule Basel berufen, wo er bis zu seiner Pensionierung 1919 wirkte.
Seiler war Oberturner im Turnverein Liestal, 1873–1875 sowie 1877 Baselbieter Kantonaloberturner und führte 1873 die sogenannten Turnkonzerte ein, die noch Jahrzehnte später den Mittelpunkt der Vereinsdarbietungen bildeten.

## Dialektologisches und namenkundliches Schaffen
Neben seiner Tätigkeit als Lehrer trug Seiler unermüdlich zur Arbeit des Schweizerischen Idiotikons bei. Nachdem dessen Redaktion 1874 einen «Plan des Schweizerischen Idiotikons» und ein Heft mit Probeartikeln veröffentlicht hatten, meldete Seiler noch gleichen Jahres sein Interesse an einer Mitarbeit an. Er liess es jedoch nicht beim Einsenden einer kleineren oder grösseren Wörterliste sowie beim Beantworten von Fragen bewenden, sondern erarbeitete gleich selbst in weniger als fünf Jahren, unterstützt von zahlreichen örtlichen Mundartkennern sowie von Idiotikon-Redaktor Friedrich Staub, sein 1879 gedrucktes Hauptwerk Die Basler Mundart – ein rund 330-seitiges Wörterbuch der Basler Stadt- und Landmundart, ergänzt um eine etwa dreissigseitige Dialektgrammatik. Mit seiner genauen Kenntnis von Wörtern und Sachen, der Einbettung der Wörter in einen Kontext, dem Einbezug der Dialektliteratur, der Berücksichtigung weiter Teile der Volkskultur überhaupt und einem Anhang über die Grammatik des Baseldeutschen schuf Seiler ein Werk, das – zusammen dem mit zwei Jahre früher erschienenen Aargauer Wörterbuch von Jakob Hunziker – damals seinesgleichen suchte und bis heute einen Meilenstein in der Geschichte der deutschsprachigen Dialektologie darstellt.
Im gleichen Jahr wie das Wörterbuch gab Seiler die Dialekt-Anthologie Gottwilche! heraus. Diese sollte einerseits eine Ergänzung des Wörterbuchs sein, anderseits aber auch im Deutschunterricht eingesetzt werden: Aus eigener Überzeugung und inspiriert von Johannes Meyers Deutschem Sprachbuch für höhere allemannische Volksschulen (Schaffhausen 1866) sowie Jost Wintelers Über die Begründung des deutschen Sprachunterrichts auf der Mundart des Schülers (Bern 1878), trat Seiler dafür ein, dass die Mundart zum Ausgangspunkt des deutschen Sprachunterrichts gemacht werden sollte.
Von 1881 bis zu seinem Tode arbeitete Seiler schliesslich an einer umfassenden Zusammenstellung und – auf Staubs Drängen hin – Deutung der Basler Flur- und Familiennamen. Zu einer Publikation kam es indessen nie. Einige kleinere, vornehmlich in der Basellandschaftlichen Zeitung publizierte Aufsätze zu namenkundlichen Themen zeigen, dass Seilers Deutungen teilweise etwas gewagt und dementsprechend mittlerweile überholt sind. Die gesamten Materialien liegen heute im Staatsarchiv Basel-Landschaft.

## Werke
- Die Basler Mundart. Ein grammatisch-lexikalischer Beitrag zum schweizerdeutschen Idiotikon, zugleich ein Wörterbuch für Schule und Haus. Detloff, Basel 1879 (Digitalisat); unveränderter Nachdruck: Sändig Reprint, Wolluf bei Wiesbaden 1970.
- Gottwilche! Allemannische Klänge aus Stadt und Landschaft Basel. Für Freunde der Mundart ausgewählt. Lüdin & Walser, Liestal 1879.